# Àhmad ibn al-Hàssan
Àhmad ibn al-Hàssan   (dècada del 1500 - Termini Imerese, 1575) Àhmad (IV) ibn al-Hàssan fou un emir hàfsida (1543-1569).

## Biografia
Era fill d'al-Hàssan ibn Muhàmmad, a qui va enderrocar i succeir el 1543. Inicialment la lluita es va centrar contra l'estat marabut de Kairuan, fundat per la tribu xabbiyya, que tenia ara al front a Muhàmmad ibn Abi-Tàyyib. Aquest havia formalitzat una aliança amb els espanyols i amb Muhàmmad, germà d'Àhmad (IV), que es considerava l'hereu legítim del tron hàfsida. Àhmad es va aliar al pirata Dragut que, amb el suport otomà, pretenia establir-se a la zona del Sahel tunisià. El 1552 Àhmad va derrotar els xabbiyya; el 1554 els espanyols van evacuar Mahdia. El 1566 Dragut, que havia tornat de Constantinoble amb el títol de paixà de Trípoli, es va apoderar de Gafsa (desembre del 1556) i el desembre de l'any següent (1557) de Kairuan. El 1569 el paixà d'Alger, Hassan Pasha, va ocupar Tunis i Àhmad es va refugiar a La Goleta on ja estava exiliat el seu germà Muhàmmad. El 1573 Joan d'Àustria va ocupar Tunis i va establir en el tron al seu aliat Muhàmmad (VI).